# Percy French
William Percy French (Tulsk, 1º maggio 1854 – Formby, 24 gennaio 1920) è stato un poeta, cantautore e pittore irlandese.
Fu uno dei più popolari cantautori irlandesi tra la fine del XIX secolo e l'inizio del XX.

## Biografia
Era figlio di Christopher French e Susan Percy, due piccoli possidenti anglo-irlandesi. Sua sorella minore Emily de Burgh Daly divenne a sua volta scrittrice. Scrisse la sua prima canzone nel 1877, Abdullah Bulbun Ameer, sulla guerra tra Russia e Turchia del 1877-78. La canzone divenne un enorme successo, ma French non ne aveva registrato il diritto d'autore, e il testo fu quindi ampiamente riprodotto senza il suo consenso e ne trasse ben poco guadagno.
Visse a lungo a Cavan, e l'inizio della sua carriera artistica si svolse qui. Nel 1900 tuttavia, date le limitate prospettive di successo artistico in Irlanda, si trasferì a Londra e cominciò ad esibirsi in Inghilterra. Allo scoppio della prima guerra mondiale fu arruolato dall'esercito britannico e si esibì spesso sul fronte occidentale per sollevare il morale dei soldati (sebbene le sue canzoni spesso avessero un chiaro messaggio antibellico e antimilitarista).
Nel gennaio 1920, mentre era impegnato in un tour in Scozia e Inghilterra, ebbe un repentino collasso psicofisico, e si spense il 24 gennaio a Formby, mentre era ospite di un cugino. Alla sua morte aveva scritto più di 80 canzoni di successo, ma ne aveva tratto assai poco guadagno per il comportamento fraudolento dei suoi agenti, che incassavano la maggior parte degli introiti; del resto French stesso si era sempre poco interessato dei propri affari, compiendo invece spesso generose donazioni alla Croce Rossa Internazionale. Solo nel 1944 fu raggiunto un accordo con gli eredi di French, a cui venne riconosciuta una parte dei guadagni mai avuti dal cantautore.
Le sue canzoni, benché spesso dai toni comici, erano ispirate dalle maggiori tragedie riguardanti l'Irlanda, come la diaspora irlandese. Inoltre, per sua stessa ammissione, spesso si riferivano a situazioni e personaggi reali. Tra i suoi più grandi ammiratori vi fu l'autore James Joyce, che nel suo romanzo Finnegans Wake menziona decine di volte le canzoni di French. Oltre che alla musica, French si dedicò ad altri campi artistici come la poesia, la pittura e il giornalismo.